# Bachelor of Theology
Der Bachelor of Theology (B.Th. oder BTh) ist einer der ersten  akademische Grade eines Theologiestudiums. Die Regelstudienzeit an europäischen Hochschulen beträgt sechs Fachsemester.
In Deutschland ist aufgrund der Strukturvorgaben der Kultusministerkonferenz der Bachelor of Arts der Abschluss in Evangelischer oder Katholischer Theologie. Der Grad Bachelor of Theology kann aufgrund dieser Vorgaben nur in einem weiterbildenden Studiengang vergeben werden. An den B.Th. kann in der Regel ein Master of Theology angeschlossen werden. Je nach Qualifikation und belegten Kursen kann an staatlichen Hochschulen auch ein Master of Arts angeschlossen werden. Mindestqualifikationen für einen theologischen Master of Arts sind etwa das kirchliche oder das staatliche Hebraicum, das universitäre Hebraicum reicht in der Regel nicht aus.

## Studienmöglichkeiten
Im deutschsprachigen Raum kann der B.Th. bei folgenden Hochschulen, theologischen Seminaren und sonstigen Bildungseinrichtungen erworben werden:
- Ausbildungs- und Tagungszentrum Bienenberg[2]
- Martin Bucer Seminar[3]
- Richard-Hooker-Seminar (Reformierte Episkopalkirche in Deutschland)[4]
- Staatsunabhängige Theologische Hochschule Basel
- Universität Basel
- Universität Luzern[5]
- Seminar Schloss Bogenhofen
- Seminar für biblische Theologie Beatenberg[6]
- Theologisches Seminar St. Chrischona
- Evangelisch-Theologische Fakultät der Universität Wien[7]
- International Seminary of Theology and Leadership (Seminarorte in Zürich, Thun und Freiburg im Breisgau)[8]